# Organología
La organología es la ciencia que estudia los instrumentos musicales y su clasificación. Comprende el estudio de la historia de los instrumentos, los instrumentos empleados en diferentes culturas, aspectos técnicos de la producción de sonido y clasificación musical. Existe una gran diferencia entre acústica, etnomusicología y musicología.
Según el sistema Hornbostel-Sachs (o el sistema de Sachs Hornbostel), hay cuatro grupos principales: AERÓFONOS, CORDÓFONOS, IDIÓFONOS y MEMBRANÓFONOS.

## Antecedentes históricos

### SigloXVI
Un gran número de culturas antiguas dejaron documentación que detallaban o describían instrumentos musicales y el rol que estos desempeñaban en la sociedad; algunos de estos documentos incluían, a veces, sistemas clasificatorios. Los primeros documentos con que se cuenta, datan del siglo XVI, trabajos como Musica Getuscht Und Ausgezogen (1511), de Sebastian Virdung, y Música Instrumentalis Deudsch (1529), de Martin Agricola.

### SigloXVII
Uno de los organólogos más importantes del siglo XVII fue Michael Praetorius. Su obra Syntagma Musicum (1618) es uno de los trabajos más citados y más estudiados de ese tiempo y de ese tema, además de ser una obra que describe lo que se conoce como renacimiento musical en lo que a instrumentos se refiere. La obra Theatrum Instrumentorium (1620), también de Praetorius, contiene, posiblemente, los primeros bosquejos de lo que eran los instrumentos africanos, nunca antes mostrados en publicaciones europeas.

### SiglosXVIIIyXIX
Durante el siglo XVIII y el siglo XIX, se investigó poco en el tema de la organología. Sin embargo, las exploraciones realizadas por los países europeos terminaron en una importación de instrumentos ajenos al uso común de la época, provocando así que los coleccionistas se interesaran en ellos. Esto llevó a un interés renovado por parte de los organólogos.

### SigloXX
Uno de los organólogos más importantes de inicios del siglo XX fue Curt Sachs, quien, además de escribir el Real-Lexicon der Musikinstrumente en 1913 y The History of Musical Instruments en 1942, publicó en 1914, con Erich von Hornbostel, el Hornbostel-Sachs, un esquema de clasificación de instrumentos. A pesar de ciertas críticas, esta sigue siendo, aún hoy, la clasificación más aceptada en la rama.

## Clasificación Hornbostel-Sachs de los instrumentos musicales
Entre otras, una de las críticas que se le hacen a la clasificación Hornbostel-Sachs es que no considera todos los instrumentos posibles, es decir, a medida que nuevos instrumentos sean inventados, estos pueden caer fuera por completo de la clasificación. 
Existen sociedades dedicadas al estudio de los instrumentos musicales. Algunos ejemplos son la Galpin Society, radicada en el Reino Unido, y la American Musical Instrument Society, con sede en los Estados Unidos.

## Organología elemental
La organología elemental (también llamada organología física) es un esquema de clasificación basado en los elementos (los estados de la materia) sobre los que se producen los sonidos.
El mapa organológico elemental se remonta a Kartomi, Schaeffner, Yamaguchi y otros, así como a los conceptos griegos y romanos acerca de la clasificación elemental de todos los objetos y no únicamente de los instrumentos musicales.
De este modo, elemental se refiere a un estado de la materia, así como a algo que le es intrínseco o innato (físico).

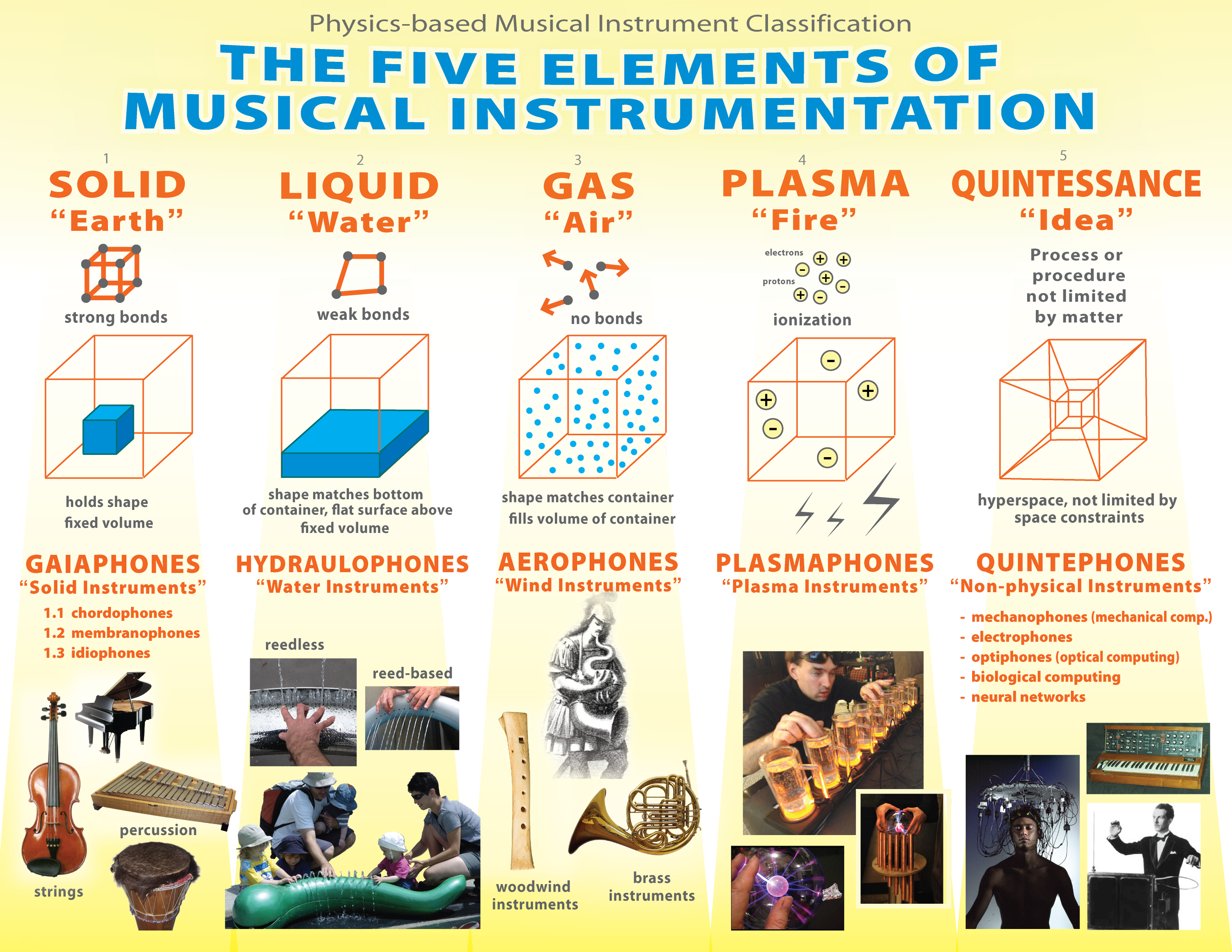
Clasificación de los instrumentos musicales basada en aspectos físicos

|   | Elemento                | Estado      | Categoría     |                                                      |
| - | ----------------------- | ----------- | ------------- | ---------------------------------------------------- |
| 1 | tierra                  | sólidos     | gaiáfonos     | La primera categoría propuesta por Andre Schaeffner; |
| 2 | agua                    | líquidos    | hidraulófonos | Véase "Hydraulis".                                   |
| 3 | aire                    | gases       | aerófonos     | La segunda categoría propuesta por Andre Schaeffner; |
| 4 | fuego                   | plasmas     | plasmáfonos   |                                                      |
| 5 | quintaesencia/abstracto | informático | Electrófonos  |                                                      |